# 梁美明
梁美明，马来西亚政治人物，行动党党员，曾经为霹雳州议会也廊州议员。

## 政治生涯
2008年大选，代表行动党参加并赢得霹雳州议会也廊州议席。